# Colônia de neerlandeses de Monte Alegre
A Colônia de Holandeses de Monte Alegre foi uma colônia de imigrantes neerlandeses que se formou no município de Telêmaco Borba, na região dos Campos Gerais do Paraná.
A partir de 1949 um grupo de aproximadamente 23 famílias, com cerca de 125 imigrantes neerlandeses do norte dos Países Baixos, mais precisamente das regiões da Frísia, da Holanda do Norte e de Groninga, fixaram-se na Fazenda Monte Alegre, formando uma colônia entre as localidades de Harmonia e Mina de Carvão, localidade que ficou conhecida como Colônia de Holandeses. A empresa Klabin S.A. colocou a fazenda à disposição destes imigrantes para que fornecessem laticínios aos seus funcionários. A colônia chegou a ser visitada pelo presidente Getúlio Vargas durante sua passagem pela Klabin em 1953.

## Antecedentes, imigração e formação
Uma das primeiras iniciativas de emigração dos holandeses para Monte Alegre foi tomada pelo reverendo Jan van Dijk (1899-1980) de Schildwolde, em Groninga. No final de 1945, ele estabeleceu uma associação de colonização. Ele foi ajudado nisso, entre outros, por Rinke Slump (1910-1950), que também migrou para o Brasil e liderou o primeiro grupo. Essa associação explorou as possibilidades de emigração para o Canadá, após essa exploração, a associação entrou em contato com a Klabín, que havia estabelecido uma grande serraria e uma cidade para seus funcionários no Paraná. Para o suprimento de alimentos desta cidade, a companhia estava procurando vários agricultores holandeses habilidosos. A Klabin inicialmente estabeleceu um terreno de 75 hectares e uma casa disponível para cada família de emigrantes. Cada colono tinha cerca de 80 acres de terra para trabalhar.
Em 1949 o primeiro grupo de holandeses desembarcou na cidade de São Paulo e dali seguiu viagem de trem até a cidade de Piraí do Sul. De Piraí do Sul seguiram de ônibus até a localidade de Lagoa, a partir dali os imigrantes foram acompanhados pelo cônsul holandês de Curitiba, o reverendo William Vincent Muller, além do imigrante húngaro Touranie representando a Klabin, chefe do Departamento de Agricultura, que estavam os esperando. Chegando na localidade de Lagoa, as famílias holandesas foram recepcionadas, sendo-lhe servido alimento, e depois foram acomodadas para pousos até que fossem enviadas para suas casas na colônia.
William Vincent Muller, cônsul dos Países Baixos, era holandês e havia vindo dos Estados Unidos para o Brasil para dar assistências às famílias holandesas, especialmente no Paraná, chegando na colônia de Carambeí em 1925. Casado com a norte-americana Charlotte, o casal foi fundamental para as comunidades holandesas na região, desenvolvendo um trabalho que uniu os imigrantes. O reverendo Muller apoiou e deu suporte para que as famílias se acomodassem em Monte Alegre, dando-lhe segurança e conforto.
Em outubro de 1953 um novo grupo de imigrantes holandeses chegaram a Monte Alegre. No final do ano de 1954, já havia cerca de 25 famílias estabelecidas na colônia, com aproximadamente 100 pessoas.
Embora a colônia tenha existido por um período relativamente curto, pouco mais de duas décadas, sua criação contribui muito para o abastecimento de alimentos nas redondezas. Com a experiência holandesa em produção de leite de qualidade, a expectativa inicial era o fornecimento de laticínios. Os colonos tinham que provar que eram bons com a pecuária de leite. O leite era muito importante para a empresa, sendo que os funcionários trabalhavam em condições muito insalubres, o ar estava constantemente carregado de substâncias tóxicas e o leite seria bom para prevenir a intoxicação.
Os holandeses de Monte Alegre fundaram então a Cooperativa de Laticínios Monte Alegre Ltda e a produção alimentícia na colônia acabou indo além de leite e queijos, produzindo e fornecendo para a Klabin também cereais, e até mesmo aves e suínos. Os colonos conseguiram em pouco tempo suprir a demanda da empresa e o excedente começou a ser vendido nos vilarejos, com auxílio de cavalos e carroças.

## Cultura e religião
Em relação aos hábitos culturais desses imigrantes, eles buscavam manter uma determinada tradição, tentando encontrar um modo de vida que fizesse lembrar sua terra de origem. Mantinham o idioma, a culinária, o vestuário, o mobiliário, os hinos cristãos e eram considerados fechados culturalmente.
Os moradores criaram então uma escola e fundaram uma igreja. A pequena escola contava com uma professora vinda da Holanda e a igreja era atendida por um reverendo. Ainda na década de 1950 os colonos construíram a igreja, que foi edificada em madeira e em estilo neerlandês. Com o tempo a igreja passou a denominar-se Igreja Reformada Libertada de Monte Alegre, o que gerou divergências eclesiásticas com as igrejas das demais colônias no Paraná.
Posteriormente a comunidade iniciou contato com os demais grupos holandeses na região, iniciando os primeiros laços com a comunidade de Carambeí, sendo assim, começaram então a receber os cuidados espirituais do reverendo William Vincent Muller que atuava lá. Até que em setembro de 1956 a colônia de Monte Alegre recebeu o reverendo Los, que atendeu a comunidade até outubro de 1965 e no que se tem registro, este reverendo chegou a receber no dia 22 de outubro de 1959 em sua residência na colônia a visita do príncipe consorte dos Países Baixos, Bernardo de Lippe-Biesterfeld, quando este passou pela região.
Anos mais tarde a igreja da comunidade passou a ser denominada Igreja Evangélica Reformada, unindo-se com as igrejas das colonias de Carambeí, Castrolanda e Arapoti. Aos domingos havia muito movimento na igreja. Os adeptos cultuavam e cantavam seus hinos na língua holandesa. Para os colonos a religião era de fundamental importância, tanto para preservar a fé, como para promover a união na comunidade. Embora vários dos imigrantes tinham sido membros de diferentes igrejas do ramo calvinista na Europa, aqui no Paraná viviam como se fossem todos membros de uma só igreja.

## A dissolução
Em 1968 com a notícia que a Klabin não tinha interesse em renovar o contrato com os colonos, os holandeses sentiram-se desmotivados a continuar suas atividades. Nesse primeiro momento, algumas famílias começaram a deixar Monte Alegre e migrar para outras localidades.
O término do contrato com a empresa na década de 1970 resultou na dispersão da colônia. Em 1971 a maioria das famílias na verdade acabou retornando aos Países Baixos ou remigrando para o Canadá ou para a África do Sul. Entretanto, alguns colonos acabaram indo para outras localidades no Paraná e outras famílias ainda acabaram fundando mais tarde uma colônia no município de Unaí, em Minas Gerais, denominada de Brasolândia. A colônia de Brasolândia é considerada a principal ligação com a antiga colônia em Monte Alegre, portanto, sendo uma remanescente desta.
Por fim, a escola e a igreja na localidade foram fechadas e demolidas, e, os empreendimentos agrícolas e pecuários paralisados e posteriormente encerrados de maneira definitiva pela Klabin. A Klabin cumpriu com sua parte no contrato e indenizou as famílias. Já as terras que abrigavam a colônia foram transformadas em reflorestamentos.